# Europaparlamentsvalet i Belgien 1994
Europaparlamentsvalet i Belgien 1994 hölls den 12 juni 1994. Belgien hade tilldelats 25 av totalt 567 platser i det fjärde parlamentsvalet i Europeiska unionens historia.
Landet var uppdelat i tre valkretsar, baserat på de federala gemenskaperna. Den franskspråkiga gemenskapen valde 10 mandat, den flamländska valde 14 mandat och den tyskspråkiga valde ett mandat. Detta var en förändring emot tidigare år, då bara två valkretsar var representerade. I den nya tyskspråkiga valkretsen fick Kristsociala partiet med 11 999 röster det enda mandatet, vilket var betydligt färre röster än flera partier i andra valkretsar, som blev helt utan mandat.
Partiet för frihet och framsteg lades ner ett par år före valet och i dess plats kom VLD. Bland övriga förändringar i mandatfördelningen syns att de socialdemokratiska partierna förlorade två mandat, de gröna partierna förlorade ett mandat och de högerextrema Vlaams Blok och Front National vann varsina nya mandat.

## Valresultat
Av över 7,2 miljoner röstberättigade deltog 91,3 procent i valet. Andelen ogiltiga och blanka röster var 8,7 procent. 

### Tyska gemenskapen
| Parti                                      | Röster | %      | +/- | Mandat | +/- | Partigrupp |
| ------------------------------------------ | ------ | ------ | --- | ------ | --- | ---------- |
| Kristsociala partiet (CSP)                 | 11 999 | 31,29  | Ny  | 1      | ▲+1 | EPP        |
| Partiet för frihet och framsteg (PFF)      | 7 690  | 20,06  | Ny  | 0      |     |            |
| Partei der Deutschsprachigen Belgier (PDB) | 5 945  | 15,51  | Ny  | 0      |     |            |
| Ecolo                                      | 5 714  | 14,90  | Ny  | 0      |     |            |
| Sozialistische Partei (S.P.)               | 4 820  | 12,57  | Ny  | 0      |     |            |
| JUROPA                                     | 1 969  | 5,14   | Ny  | 0      |     |            |
| Partij van de Arbeid van België (PAB)      | 205    | 0,53   | Ny  | 0      |     |            |
| Giltiga röster                             | 38 342 | 100,00 |     | 1      | ▲+1 |            |

### Franska gemenskapen
| Parti                            | Röster    | %      | +/-    | Mandat | +/- | Partigrupp |
| -------------------------------- | --------- | ------ | ------ | ------ | --- | ---------- |
| Socialistiska partiet (PS)       | 680 142   | 30,44  | ▼-7,69 | 3      | ▼-2 | PES        |
| Parti Réformateur Libéral (PRL)  | 541 724   | 24,25  | ▲+5,35 | 3      | ▲+1 | ELDR       |
| Centre démocrate humaniste (PSC) | 420 198   | 18,81  | ▼-2,47 | 2      | ▬ 0 | EPP        |
| Ecolo                            | 290 859   | 13,02  | ▼-3,54 | 1      | ▼-1 | G          |
| Front National (FN)              | 175 732   | 7,87   | Ny     | 1      | ▲+1 | NI         |
| Övriga                           | 125 609   | 5,62   |        |        |     |            |
| Giltiga röster                   | 2 234 264 | 100,00 |        | 10     | ▼-1 |            |

### Flamländska gemenskapen
| Parti                                 | Röster    | %      | +/-    | Mandat | +/- | Partigrupp |
| ------------------------------------- | --------- | ------ | ------ | ------ | --- | ---------- |
| Kristdemokratisk och Flamländsk (CVP) | 1 013 266 | 27,43  | ▼-6,65 | 4      | ▼-1 | EPP        |
| VLD                                   | 678 421   | 18,36  | Ny     | 3      | ▲+3 | ELDR       |
| Socialistische Partij (SP)            | 651 371   | 17,63  | ▼-2,41 | 3      | ▬ 0 | PES        |
| Vlaams Blok                           | 463 919   | 12,56  | ▲+5,97 | 2      | ▲+1 | NI         |
| Agalev                                | 396 198   | 10,73  | ▼-1,47 | 1      | ▬ 0 | G          |
| Folkunionen (VU)                      | 262 043   | 7,09   | ▼-1,61 | 1      | ▬ 0 | ERA        |
| Waardig Ouder Worden (W.O.W.)         | 127 504   | 3,45   | Ny     | 0      |     |            |
| Övriga                                | 101 427   | 2,74   |        |        |     |            |
| Giltiga röster                        | 3 694 149 | 100,00 |        | 14     | ▲+1 |            |